# Unterfalkenstein
Unterfalkenstein ist die Ruine einer Felsenburg in der Gemeinde Beuron im Landkreis Sigmaringen in Baden-Württemberg.

## Lage
Die Burgruine befindet sich auf zwei Felsen etwa 100 Meter westlich und 26 Meter unterhalb der Burgruine Oberfalkenstein. Die Felsnase liegt im Naturpark Obere Donau links über der Donau zwischen den Ortsteilen Neidingen und Thiergarten, gegenüber der Neumühle unten im Tal.

## Beschreibung
Die Burg wurde nach Keramikfunden um 1100 bis 1150 erbaut, 1213 urkundlich erwähnt, 1407 (späteren Berichten zufolge durch ein Erdbeben) zerstört und um 1500 als Burgstall bezeichnet.
Als Erbauer der Burg werden die Herren von Falkenstein genannt. Um 1362 liegt der Lenzenberger Besitz sowie die unweit gelegene Burg Falkenstein in Händen der Herren von Magenbuch. Am 3. Oktober 1390 verkauft Albrecht von Magenbuch „Linczenberg das burgstall“ mit Zubehör und den beiden Burgen Ober- und Unterfalkenstein an Heinrich von Bubenhofen.
Die Burganlage wurde auf zwei Felsen erbaut, die mittels einer Holzbrücke verbunden waren. Auf einer Felssäule stand, wie bei dem nahen Schloss Hausen im Tal, eine kompakte kleine Kernburg. Ob diese das ganze Plateau mit einer Fläche von 15 × 16,5 Metern umfasste, oder ob die Mauer ein Gebäude mit einem kleinen Hof umschloss, kann auf Grund der Mauerreste nicht mehr eindeutig bestimmt werden. Eine vorgelagerte Felssäule diente als Vorburg. Von dieser sind ebenfalls noch einige Mauerreste erhalten.
Der Felskopf mit den Resten der Kernburg (Gebäudereste und gut erhaltene Reste der Nordmauer) ist nicht frei zugänglich, es besteht ein Kletterverbot.